# 100-Schlösser-Route

Markierung der Hauptwege im Uhrzeigersinn

und gegen den Uhrzeigersinn

Die 100-Schlösser-Route ist ein Radwanderweg im Münsterland. Die circa 960 km lange Route schlängelt sich weitgehend abseits von Autostraßen über flache Radwege von Burgen zu Wasserschlössern, Herrensitzen und Gräftenhöfen, Schlossparks und Bauerngärten, Klöstern und Kirchen. Insgesamt liegen rund 100 Bauwerke am Wegesrand oder in der Nähe der Route.

## Aufbau
Der Radweg ist in vier miteinander verbundene, nach den Himmelsrichtungen benannte Rundkurse zwischen 210 und 310 km Länge aufgeteilt und liegt fast ausschließlich im Münsterland mit wenigen kurzen Abstechern in benachbarte Regionen. Auch kürzere Tagestouren auf der „100-Schlösser-Route“ sind in Verbindung mit dem dichten Radwegenetz des Münsterlandes problemlos möglich. Die Wegstrecke ist meist sehr eben, nur in Bereichen der Baumberge und des Tecklenburger Landes gibt es einige Steigungen.
Bekannt ist die Route vor allem durch ihre flache Beschaffenheit und die Vielfalt der verschiedenen Sehenswürdigkeiten entlang der Wegstrecke. Wiesen, Weiden und Wallhecken bestimmen das Bild der Landschaft. Der Radfahrer findet eine solche Vielzahl an bekannten Schlössern, Burgen und anderen historischen Bauwerken vor, dass die Routenbeschreibung selbst nur auf „absolut sehenswerte“ Bauwerke besonders hinweist.

### Nordkurs

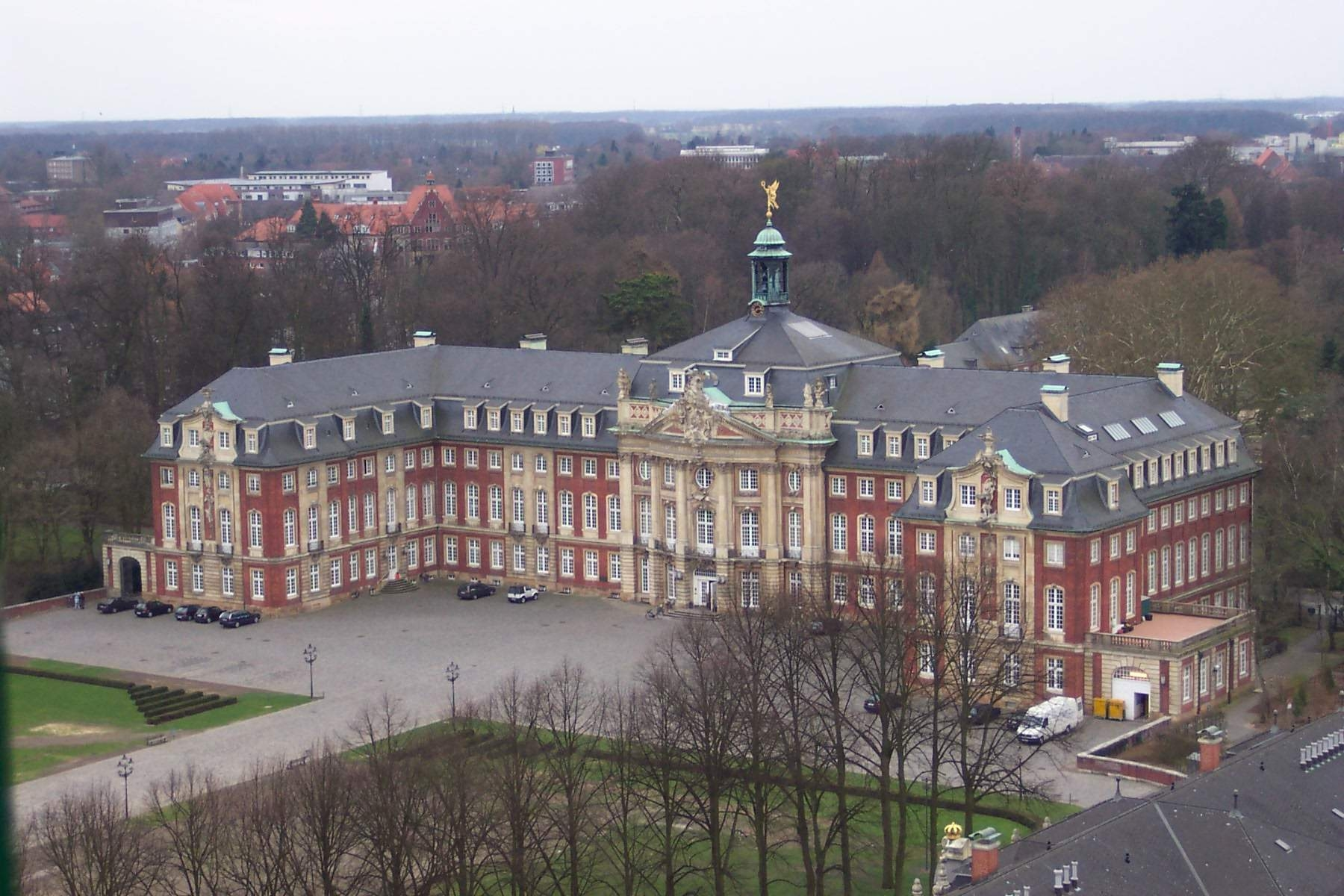
Fürstbischöfliches Schloss Münster

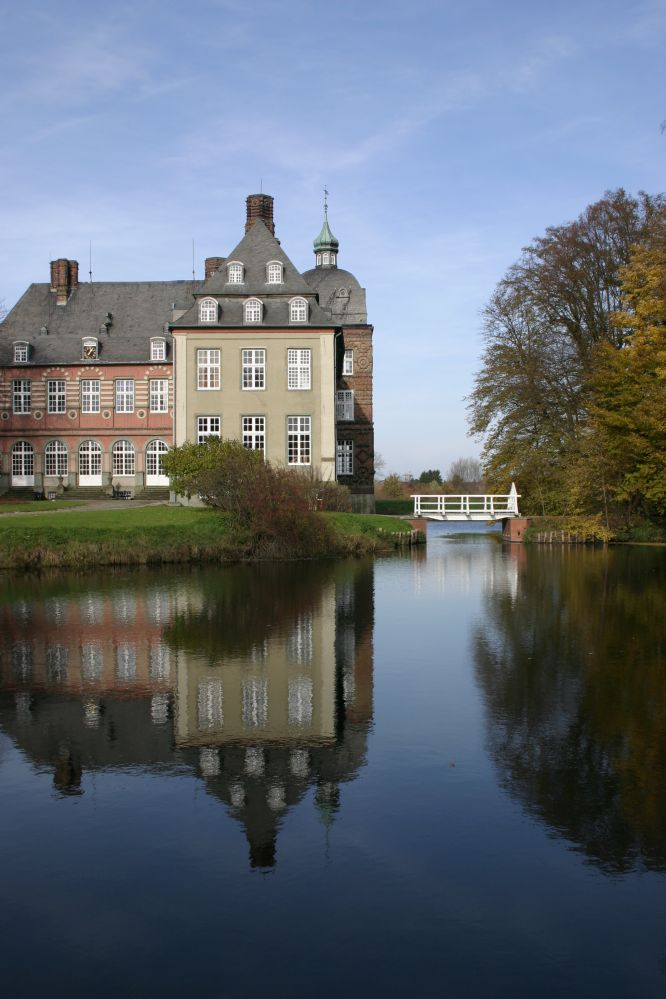
Schloss Hovestadt

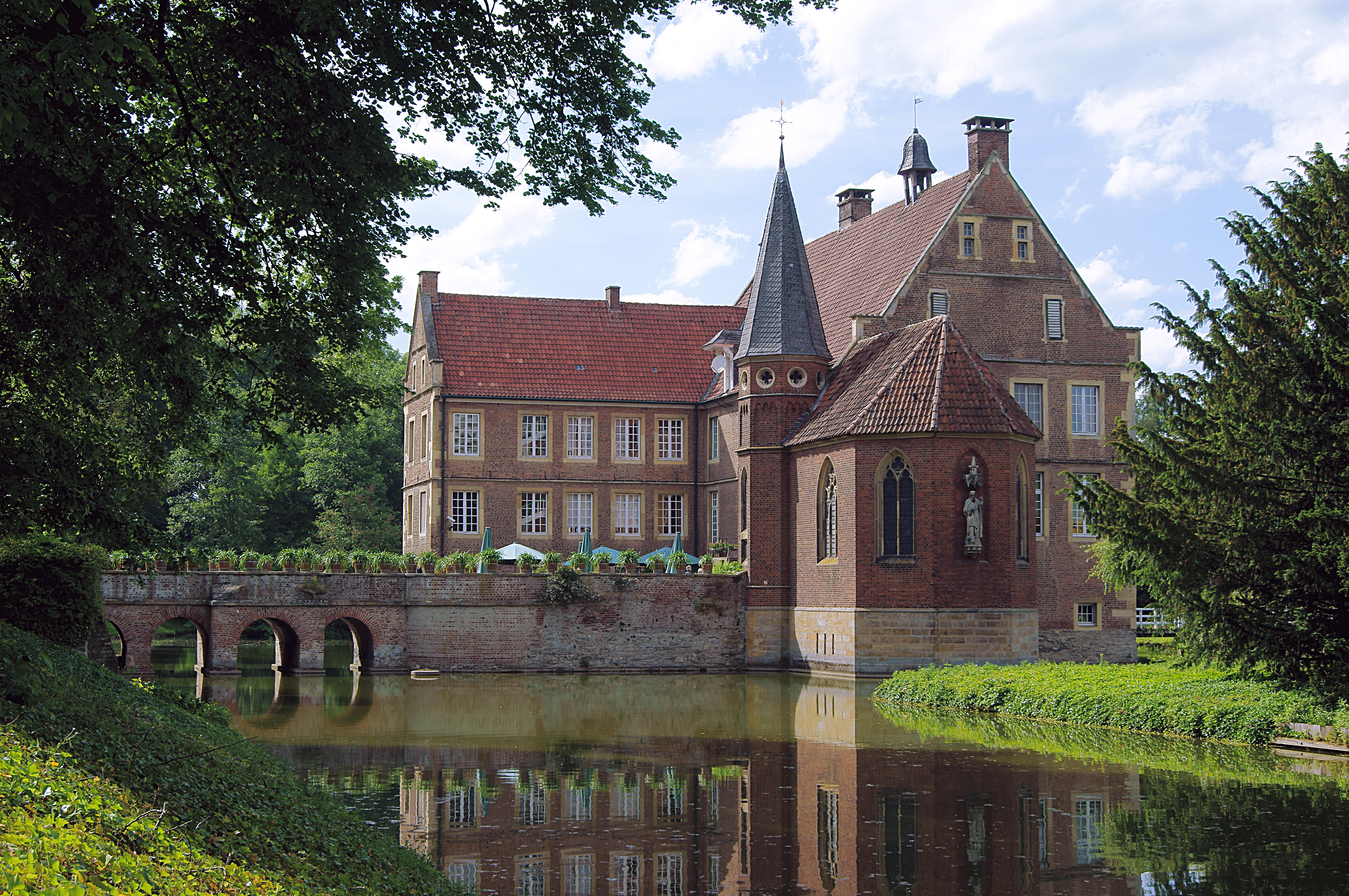
Burg Hülshoff

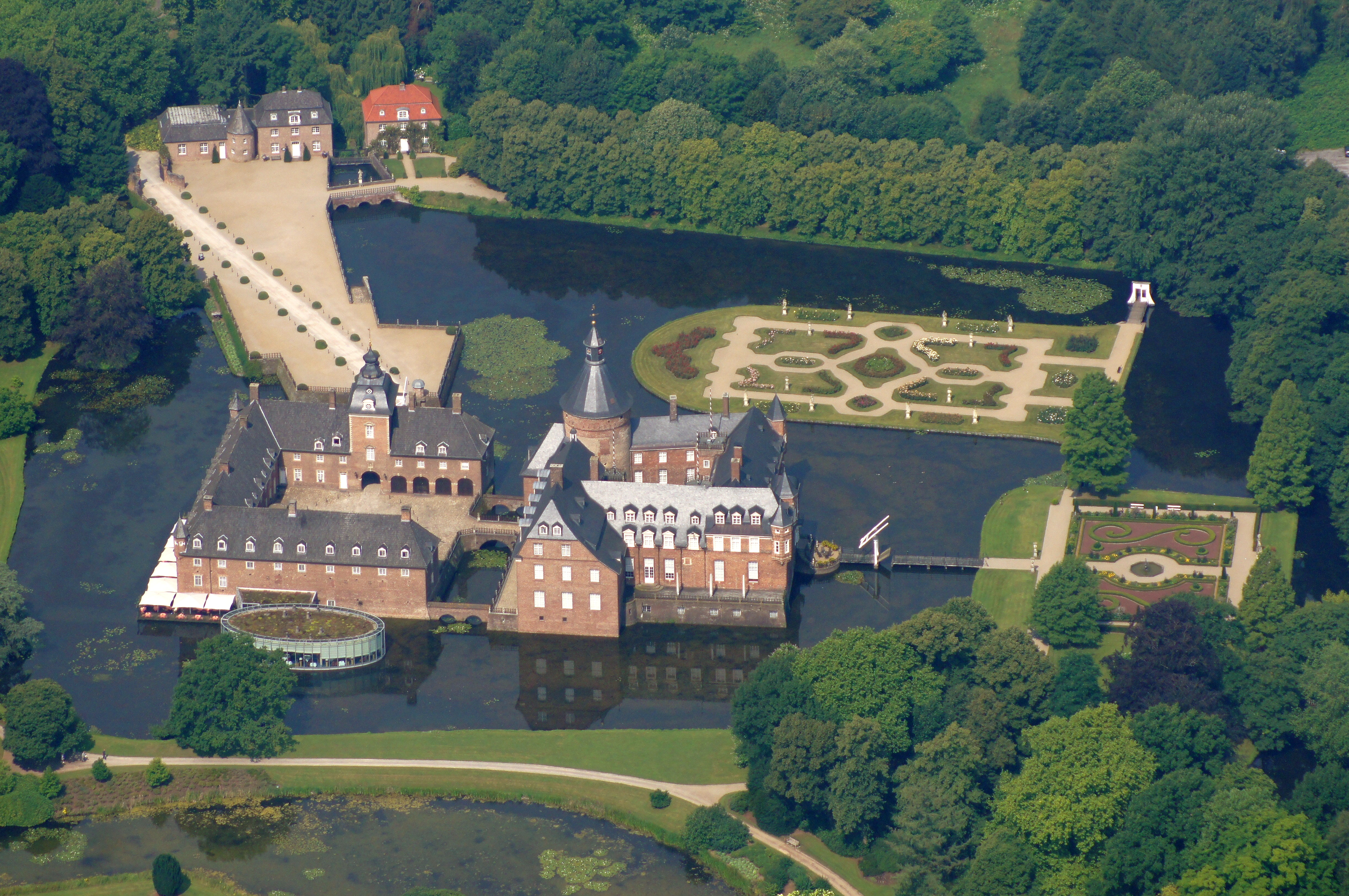
Burg Anholt

Der 305 km lange Nordkurs mit 809 Höhenmetern führt im Uhrzeigersinn von Münster zunächst nordwestlich über Billerbeck, Steinfurt nach Bad Bentheim. Hier befindet man sich schon in Niedersachsen. Richtung Osten geht es weiter über Rheine und Tecklenburg bis zum Teutoburger Wald und im Bogen wieder zurück nach Münster. Bei Rheine führt die Route über das Tal der Ems. Der Radweg führt zumeist durch eine ebene Landschaft mit vielen Feldern und Wiesen. Hügeliger und auch waldreicher ist die Region rund um Tecklenburg. Besonders benannt werden auf diesem Rundkurs die Bauwerke:
- Schloss Münster
- Haus Rüschhaus
- Schloss Steinfurt
- Burg Bentheim
- Schloss Iburg
- Erbdrostenhof
- Burg Hülshoff
- Haus Havixbeck
- Haus Stapel in Havixbeck
- Stift Tilbeck
- Haus Welbergen
- Kloster Bentlage
- Burg Tecklenburg

### Ostkurs
Der 240 km lange Ostkurs nimmt zunächst den letzten Teil der Nordkursstrecke bis Füchtorf wieder auf und biegt dann Richtung Süden ab. Er führt ohne große Höhenunterschiede bis in das Tal der Lippe. Bei Lippstadt biegt er kurz nach Westen ab um bei Soest dann wieder nach Norden in Richtung Münster zurückzuführen. Außer dem bereits erwähnten Schloss Münster und dem Erbdrostenhof werden hier hervorgehoben:
- Haus Vornholz in Ostenfelde
- Schloss Loburg in Ostbevern
- Schloss Hovestadt in Lippetal
- Schloss Rheda in Rheda-Wiedenbrück
- Schloss Harkotten in Sassenberg
- Haus Borg in Drensteinfurt
- Abtei Liesborn in Wadersloh

### Südkurs
Der 210 km lange Südkurs mit 360 Metern Höhenunterschied beginnt ebenfalls östlich von Münster und führt bis Alverskirchen entlang der Strecke des Ostkurses. Dann windet er sich in zwei Bögen bis Hamm, weiter westlich nach Olfen und nördlich über Lüdinghausen, Senden und Nottuln bis nach Billerbeck. Entlang der dort ankommenden Nordroute geht es wieder zurück nach Münster. Neben den Bauwerken aus den beiden vorgenannten Routen werden hier herausgestellt:
- Schloss Senden
- Schloss Westerwinkel
- Burg Vischering
- Burg Lüdinghausen
- Schloss Nordkirchen
- Burg Hülshoff
- Haus Rüschhaus

### Westkurs
Der 310 Kilometer lange Westkurs ist die einzige Route, die nicht an Münster vorbeiführt. Sie hat zwischen Coesfeld und Legden eine Verbindungsstrecke zur Nordroute. Von da aus führt sie nach Süden durch die Baumberge und über Dülmen bis nach Haltern am See. Nach einem kurzen Stück das Lippetal entlang geht es westlich über Lembeck, Raesfeld und Bocholt bis nach Isselburg. Hier berührt die 100-Schlösser-Route die Grenze zu den Niederlanden. Dann geht es östlich über Rhede und Borken bis Velen, von dort im Bogen nördlich über Südlohn, Vreden, Ahaus und Heek nach Coesfeld zurück. Von kurzen Steigungen in den Baumbergen abgesehen ist die Landschaft ausgesprochen flach. Als besonders sehenswerte Wasserburgen gelten auf dem Westkurs:
- Schloss Lembeck
- Burg Anholt in Isselburg
- Burg Gemen
- Schloss Raesfeld
- Schloss Ahaus

## Geschichte

alte Markierung für Verbindungswege

Die Route hatte nicht immer das heutige Aussehen. Bei der Benutzung von älteren Karten oder Führern ist daher Vorsicht geboten.
Gestartet wurde 1987 mit einem Rundkurs von 880 km und schwarz gekennzeichneten Verbindungswegen in den westlichen Landkreisen des Münsterlandes.
Mitte der 1990er Jahre war daraus eine noch sehr viel stärker gewundene Hauptroute von insgesamt 1260 km Länge durch das ganze Münsterland geworden. Münster wurde dabei auf einer ca. 200 km langen eigenen Schleife fast komplett umrundet. Mit schwarz gekennzeichneten Verbindungswegen waren weitere Varianten möglich.
2001 wurde – zeitgleich mit der Schaffung des Waben- bzw. Rundroutennetzes im Münsterland – der Verlauf komplett neu gestaltet. Neben der großen Runde gab es einige kleinere Rundtouren innerhalb und außerhalb. Die Verbindungswege fielen weg, soweit sie nicht integriert wurden. Dieses besonders unübersichtliche Gebilde hatte aber nur eine kurze Lebensdauer:
2007 wurde die Route erneut überarbeitet und – wie oben beschrieben – kompakter gestaltet, dabei auch die Hervorhebung der „absolut sehenswerten“ Bauwerke eingeführt.
Seit Oktober 2007 ist die „100-SchlösserRoute“ als Qualitätsradroute vom ADFC ausgezeichnet. Sie darf vier der fünf Klassifizierungssterne führen, die der ADFC an qualitativ hochwertige Radfernwege vergibt.
Seitdem wird die 100-Schlösser-Route zunehmend beliebter und zählt inzwischen zu den beliebtesten Radfernwegen bzw. Radwanderwegen. Radfahrerinnen und Radfahrer schätzen insbesondere das entspannte Naturerlebnis in flacher Landschaft und wählen das Münsterland regelmäßig zu einer der beliebtesten Radregionen. 